# Dimitr Rànguelov (futbolista)
Dimitr Rànguelov (7 de maig de 1983, Sofia) és un futbolista búlgar.
Ha jugat amb la selecció nacional, i pel que fa a clubs, ha jugat a RC Strasbourg, Borussia Dortmund,Maccabi Tel Aviv FC, Energie Cottbus, FC Luzern i Konyaspor.